# Liste des maires de Sarlat-la-Canéda
La liste des maires de Sarlat-la-Canéda présente la liste des maires de la commune française de Sarlat, puis à partir de 1965, de Sarlat-la-Canéda, située dans le département de la Dordogne en région Nouvelle-Aquitaine.

## L'Hôtel de ville

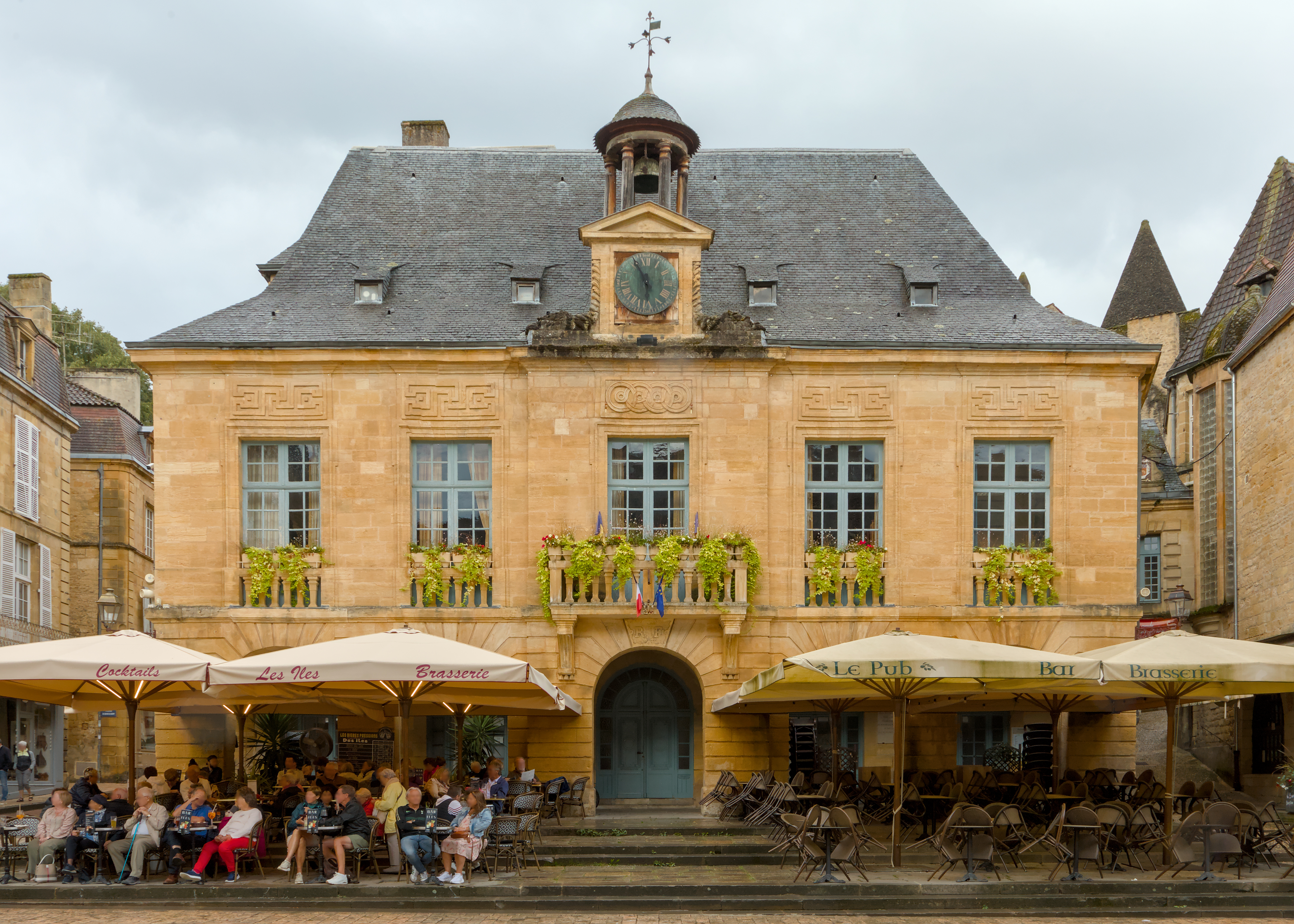
L'hôtel de ville.

## Liste des maires

### Sous l'Ancien Régime
| Période                                  | Période | Identité                                       | Étiquette | Qualité                                    |
| ---------------------------------------- | ------- | ---------------------------------------------- | --------- | ------------------------------------------ |
| Les données manquantes sont à compléter. |         |                                                |           |                                            |
| 1783                                     |         | Louis Bertrand de Vernet de Marqueyssac        |           | Écuyer, chevalier, seigneur de Marqueyssac |
| 1789                                     | 1790    | Joseph-Anne-Luc Falcombelle de Ponte d'Albaret |           | Évêque de Sarlat                           |

### Entre 1790 et 1944
| Période          | Période     | Identité                           | Étiquette   | Qualité |
| ---------------- | ----------- | ---------------------------------- | ----------- | --- |
| 1790             | 1793        | Borie de Cambord                   |             | |
| 1793             | 1794        | Saint Rome                         |             | |
| 1794             | 1796        | Borie Lavalade                     |             | |
| 1796             | 1797        | Jean-Baptiste Loys                 |             | Avocat Député aux États généraux de 1789                                                                                         |
| 1797             | 1800        | M. Gillet                          |             | |
| 1800             | 1812        | Jacques Lacipière                  |             | |
| 1812             | 1816        | Joseph Lascoux                     |             | |
| 1816             | 1825        | Henri Victor de Ravilhon           |             | |
| 1825             | 1830        | Jean Noël Marmier                  |             | Juge de paix du canton de Sarlat                                                                                                 |
| 1830             | 1837        | M. Vaussanges                      |             | |
| 1837             | 1845        | M. Gouzot                          |             | |
| 1845             | 1848        | Félix Vialard-Vergne               |             | Avocat |
| 1848             | 1849        | M. Landry                          |             | |
| 1849             | 1852        | M. Sepières                        |             | |
| 1852             | 1854        | M. Loosbergh                       |             | |
| 1854             | 1869        | Jean Roux                          |             | Avocat Conseiller d'arrondissement (1858 → 1870)                                                                                 |
| 1869             | 1870        | M. Michelot                        |             | |
| 7 septembre 1870 | 1872        | Pierre Marie Ernest de Selves      |             | Avocat au barreau de Sarlat |
| 1872             | 1874        | Jean-Baptiste Landry               | Républicain | Avoué, ancien adjoint au maire Conseiller d'arrondissement (1871 → 1877)                                                         |
| 1874             | 1876        | M. Gardette                        |             | |
| 1876             | 1877        | Pierre Marie Ernest de Selves      |             | Avocat au barreau de Sarlat Conseiller général de Sarlat (1875 → 1878)                                                           |
| 1877             | 1878        | Firmin Gardette                    |             | |
| 1878             | 1878        | Charles Chauchat                   |             | |
| 1878             | 1879        | Jean-Baptiste Landry               | Républicain | Avoué Conseiller général de Sarlat (1878 → 1881) Conseiller d'arrondissement (1871 → 1877)                                       |
| 1879             | 1881        | Joseph Lafarge                     | Républicain | Médecin |
| 1881             | 1889        | Jean Clerjounie                    | Républicain | Avocat Député de la Dordogne (1889 → 1891) Conseiller général de Sarlat (1886 → 1891)                                            |
| 1889             | 1924        | Pierre Sarrazin                    | Rad.        | Médecin Député de la Dordogne (1896 → 1919) Conseiller général de Sarlat (1891 → 1921) Conseiller d'arrondissement (1889 → 1891) |
| 1924             | 1929        | M. Delmas                          |             | Docteur |
| 1929             | 1941        | Henri Arlet                        |             | |
| 1941             | 1944        | M. Lachaud                         |             | |
| 1944             | 1944        | Jean-Bernard Delpeyrat (1891-1962) |             | |
| 1944             | 20 mai 1945 | Henri Arlet                        |             | |

### Depuis 1945
Depuis l'après-guerre, sept maires se sont succédé à la tête de la commune.
| Période         | Période                      | Identité                           | Étiquette                 | Qualité |
| --------------- | ---------------------------- | ---------------------------------- | ------------------------- | --- |
| 20 mai 1945     | 3 novembre 1947              | Louis Arlet (1887-1958)            | SFIO                      | Avoué Conseiller général de Sarlat (1945 → 1958) |
| 3 novembre 1947 | 9 mai 1953                   | Jean-Bernard Delpeyrat (1891-1962) | PRRRS                     | |
| 9 mai 1953      | 27 décembre 1958             | Louis Arlet (1887-1958)            | SFIO                      | Avoué Conseiller général de Sarlat (1945 → 1958) Conseiller municipal (1947 → 1953) Décédé en fonction |
| 20 mars 1959    | 5 août 1971                  | Jean Leclaire (1918-1971)          | SFIO puis PS              | Chirurgien Premier maire de Sarlat-la-Canéda en 1965 Décédé en fonction |
| 15 octobre 1971 | 26 mars 1977                 | Guy Fournier                       |                           | Retraité |
| 26 mars 1977    | 17 mars 1989                 | Louis Delmon, (1933-2025)          | PCF                       | Professeur de lettres et d'histoire Conseiller général de Sarlat-la-Canéda (1973 → 1992 et 1998 → 2004) Vice-président du conseil général de la Dordogne Conseiller municipal de Trélissac (1971 → 1977) Suppléant du député Lucien Dutard (1973 → 1986)                                                                                   |
| 17 mars 1989    | En cours (au 5 juillet 2020) | Jean-Jacques de Peretti            | RPR puis UMP → LR puis SE | Conseiller d'État Ministre de l'Outre-mer (1995 → 1997) Député de la Dordogne (4e circ.) (1993 → 1995) Conseiller régional d'Aquitaine (1992 → 1993) Conseiller général de Sarlat-la-Canéda (1992 → 1998) Président de la CC du Sarladais (2000 → 2010) Président de la CC Sarlat - Périgord Noir (2011 → ) Réélu pour le mandat 2020-2026 |

## Conseil municipal actuel
Les 29 sièges composant le conseil municipal de Sarlat-la-Canéda ont été pourvus le 28 juin 2020 à l'issue du second tour de scrutin. Actuellement, il est réparti comme suit : 